# Мертвий ліс
«Мертвий ліс» — кінофільм режисера Джима МакМахона, що вийшов на екрани в 2005 році.

## Зміст
Френк і Донні – затворники. Вони надають перевагу спокійному життю вдалині від людської метушні. Однак така поведінка лякає простих обивателів і тому вони вважають героїв прихованими маніяками та вигадують про них страшні історії. Коли в містечку відбувається вбивство, всі підозри падають на парочку відлюдників. Їм доведеться довести невинність своїми силами, але початок для цього вони вибирають не найкращий: викрадення свідка злочину.

## Ролі
| Актор              | Роль |
| ------------------ | ---- |
| Айс Мрозек         | -    |
| Shana Lee Klisanin | -    |
| Крістофер Чайлдз   | -    |
| Шеннон Лейн        | -    |
| Mark Saffold       | -    |
| Райан Паркс        | -    |
| Пол Уест           | -    |
| Дженніфер Інгрум   | -    |
| Білл Себастьян     | -    |
| Сінді Кларк        | -    |

## Знімальна група
- Режисер — Джим МакМахон
- Сценарист — Джим МакМахон, Майкл Віктор Рой
- Продюсер — Джим МакМахон, Рендалл Скот Фав, Райан Фернандез
- Композитор — Карло Дін